# 哈娜目標
哈娜目標（日語：ハナズゴール），是日本純種競賽馬匹。生涯活躍於一哩賽事，曾於2014年遠征澳洲時勝出全齡錦標，亦曾勝出鬱金香賞及京都牝馬錦標。

## 出賽前
2009年4月24日出生於北海道浦河町不二牧場，成長途中被馬主Michael Tabart購入。
其後交由美浦訓練中心練馬師加藤和宏訓練。

## 競賽生涯

### 2歲
2011年10月8日出戰東京競馬場2歲新馬戰，比賽途中一直維持於後方位置下在最後彎道抽出外檔，最終於直路一舉衝出下成功超越所有對手，以第十一人氣爆冷取得首場勝利。
其後出戰條件戰赤松賞，採用同樣方法下未能於直路提升位置，最終無法突圍下以第七落敗。

### 3歲
2012年雖然於首戰菜花賞中因為黏地而無法發揮實力以第十大敗，但隨後於3歲500萬獎金以下條件戰中順利挑戰，於直路不斷加速下拉開後方2 1/2馬位取勝。
2月11日出戰鬱金香賞，本次賽事採用居中戰術下一直保持於第八左右的穩定位置，於通過最後彎道開始逐步發力。進入直路後，其成功在外檔位置衝出並跑出全場最佳末腳，不但成功壓制辛辣風味、Joie de Vivre及貴婦人等對手，最終更以2 1/2馬位優勢率先衝線奪得首個分級賽冠軍，亦為練馬師加藤和宏的首個分級賽優勝。
其後原定以櫻花賞作為目標，但於訓練過後前往沖洗場時右腳有所碰撞，最終情況未有好轉下決定避戰。
狀態稍為好轉下，陣營安排其出戰NHK一哩賽，然而未有於直路順利衝出下以第七落敗，2星期後出戰優駿牝馬（日本橡樹大賽）亦再度獲得第七。
進入夏季，其未有前往放草下出戰札幌紀念，為其首次和年長馬匹決戰。比賽開始後，其保持於第九左右的位置順利推進，於對面直路稍為墮後至第十二左右的位置。進入直路後，其由所在位置成功加速並迫近前方，可惜仍然未能壓制Fumino Imagine、夜之影及萬千寵愛下以第四完賽。
於秋季陣營原定以玫瑰錦標作為起動戰，但於比賽前日出現因腸臟炎人氣的感冒徵狀下避戰，改為直接出戰秋華賞，但最終以第十六大敗。
11月其選擇縮程出戰京阪盃，保持於中團靠後位置下於直路稍為加速一小段路程，最終以第五的戰績完賽。
年末，鑑於其在分級賽中的挫敗，陣營決定安排其以公開賽參宿七錦標作為目標。比賽開始後，其選擇於中團位置逐步推進，於通過彎道時候稍為發力向前取位並抽出外檔。進入直路後，其繼續保持過彎時的姿態衝刺，最終成功轟出優秀的末腳速度並拋離一同衝出的第一人氣賽駒加州山城取得勝利。

### 4歲
2013年作為古馬的首戰為京都牝馬錦標，由於上仗成功壓制雄馬以不俗的優秀奪冠，因而於賽前取得啲阿一人氣。比賽開始後，其緩慢地進佔位置，並於初段處於第十二左右的後方。然而進入直路後，其瞬間有內欄位置啟動加速，最終不斷突破並蠶食前方對手，更於最後關頭不斷帶離下以2 1/2馬位的優勢再度取得分級賽冠軍。
但其後出戰阪神牝馬錦標及維多利亞一哩賽均未能於直路上復刻以上的表現，未能最大程度加速分別於以第四及第六落敗。
6月返回公開賽級別作賽並出戰天堂錦標，雖然於比賽途中保持於中團位置並於直路爆發出優秀的速度，但於最後彎頭仍然未能阻止前方的赤劍率先透出，最終敗於對手下以第二完賽。
進入秋季後，陣營決定以增程的方式尋求突破，但於產經賞、府中牝馬錦標及女皇伊利沙伯二世盃中均未有良好表現，最終僅能於年末的朝日挑戰盃上跑獲一席第三。

### 5歲
進入2014年，因應馬主Michael Tabart的意願，其於上半年前往澳洲進行長期遠征，並於3月22日以古摩亞經典大賽作為首戰。然而於比賽途中，其受到較高的負磅下未能順利加速，最終以第十四大敗。
其後出戰唐卡士打一哩賽，雖然本次賽事僅背負52公斤的輕磅，但受到爛地的影響下未能於直路衝出並對前方賽駒造成偉業，最終僅跑獲第六的戰績。
4月26日繼續於澳洲挑戰，並以全齡錦標作為目標。比賽開始後，其選擇於最後方的位置保持姿態並等待時機，進入彎道後才逐步抽出準備望空。進入直路後，其於外檔位置瞬間爆發速度並衝出，最終不斷蠶食前方對手之下成功取得首個一級賽冠軍，亦為練馬師加藤首次勝出一級賽。
回國檢疫並休養後於短途馬錦標復出，然而完全未能發揮表現下尾二第十七大敗。
完成短途馬錦標後，陣營決定安排其遠征香港，但於預賽馬會一哩錦標中僅跑獲第九，正賽香港一哩錦標亦未能成功調整狀態以第八作結。

### 6歲
2015年繼續現役，然而未能取得任何賽事的冠軍。
於5月17日的維多利亞一哩賽取得第九後，陣營決定安排其退役，並於6月24日取消日本中央競馬會的賽駒註冊。

### 詳細賽績
| 日期       | 舉辦國家/地區 | 馬場   | 距離   | 級別 | 賽事名稱           | 負重 | 騎師     | 馬號 | 出馬 | 名次 | 時間     | 頭馬（二馬）       |
| ---------- | ------------- | ------ | ------ | ---- | ------------------ | ---- | -------- | ---- | ---- | ---- | -------- | ------------------ |
| 8/10/2011  | 日本          | 東京   | 草1600 |      | 2歲新馬            | 54   | 丸田恭介 | 5    | 18   | 1    | 1:35.7   | （Cherry Medusa）  |
| 13/11/2011 | 日本          | 東京   | 草1600 |      | 赤松賞             | 54   | 丸田恭介 | 1    | 18   | 7    | 1:35.2   | Tosen Benizakura   |
| 21/1/2012  | 日本          | 中山   | 草1600 |      | 菜花賞             | 54   | 蛯名正義 | 8    | 16   | 10   | 1:37.2   | Para la Salud      |
| 11/2/2012  | 日本          | 東京   | 草1400 |      | 3歲500萬獎金以下   | 54   | 田邊裕信 | 1    | 16   | 1    | 1:24.2   | （Cosmo Access）   |
| 7/3/2012   | 日本          | 阪神   | 草1600 | GIII | 鬱金香賞           | 54   | 杜滿萊   | 12   | 14   | 1    | 1:35.5   | （辛辣風味）       |
| 6/5/2012   | 日本          | 東京   | 草1600 | GI   | NHK一哩賽          | 55   | 田邊裕信 | 7    | 18   | 7    | 1:35.3   | 機伶獵駒           |
| 24/5/2012  | 日本          | 東京   | 草2400 | GI   | 優駿牝馬           | 55   | 田邊裕信 | 10   | 18   | 7    | 2:24.8   | 貴婦人             |
| 19/8/2012  | 日本          | 札幌   | 草2000 | GII  | 札幌紀念           | 52   | 田邊裕信 | 7    | 14   | 4    | 1:59.0   | Fumino Imagine     |
| 16/9/2012  | 日本          | 阪神那 | 草1800 | GII  | 玫瑰錦標           | 54   | 田邊裕信 | 10   | 10   | 退賽 | 退賽     | 貴婦人             |
| 14/10/2012 | 日本          | 京都   | 草2000 | GI   | 秋華賞             | 55   | 田邊裕信 | 10   | 18   | 16   | 2:02.0   | 貴婦人             |
| 24/11/2012 | 日本          | 京都   | 草1200 | GIII | 京阪盃             | 53   | 田邊裕信 | 18   | 18   | 5    | 1:08.7   | 白山明月           |
| 15/12/2012 | 日本          | 阪神   | 草1600 | OP   | 參宿七錦標         | 53   | 濱中俊   | 2    | 13   | 1    | 1:33.8   | （加州山城）       |
| 19/1/2013  | 日本          | 京都   | 草1600 | GIII | 京都牝馬錦標       | 54   | 濱中俊   | 4    | 14   | 1    | 1:34.3   | （A Shin Memphis） |
| 6/4/2013   | 日本          | 阪神   | 草1400 | GII  | 阪神牝馬錦標       | 54   | 濱中俊   | 12   | 16   | 4    | 1:21.7   | Sound of Heart     |
| 12/5/2013  | 日本          | 東京   | 草1600 | GI   | 維多利亞一哩賽     | 55   | 濱中俊   | 4    | 18   | 6    | 1:32.7   | 極峰               |
| 23/6/2013  | 日本          | 東京   | 草1400 | OP   | 天堂錦標           | 54   | 吉原寬人 | 9    | 11   | 2    | 1:20.3   | 赤劍               |
| 22/9/2013  | 日本          | 中山   | 草2200 | GII  | 產經賞             | 54   | 丸田恭介 | 3    | 16   | 6    | 2:12.3   | 綠油油             |
| 14/10/2013 | 日本          | 東京   | 草1800 | GII  | 府中牝馬錦標       | 54   | 武豐     | 5    | 13   | 9    | 1:49.1   | 捕鯨之旅           |
| 10/11/2013 | 日本          | 京都   | 草2200 | GI   | 女皇伊利沙伯二世盃 | 56   | 武豐     | 6    | 18   | 8    | 2:17.2   | 名將間風           |
| 7/12/2013  | 日本          | 阪神   | 草1800 | GIII | 朝日挑戰盃         | 55   | 杜滿萊   | 5    | 13   | 3    | 1:46.7   | 阿基米德           |
| 22/3/2014  | 澳洲          | 玫瑰崗 | 草1500 | GI   | 古摩亞經典大賽     | 56   | 韋紀力   | 7    | 16   | 14   | 記錄缺失 | Steps In Time      |
| 12/4/2014  | 澳洲          | 蘭域   | 草1600 | GI   | 唐卡士打一哩賽     | 52   | 丸田恭介 | 14   | 20   | 6    | 記錄缺失 | 聖靈瀑布           |
| 26/4/2014  | 澳洲          | 蘭域   | 草1400 | GI   | 全齡錦標           | 57   | 羅理雅   | 7    | 8    | 1    | 1:24.6   | （臨界點）         |
| 5/10/2014  | 日本          | 新潟   | 草1200 | GI   | 短途馬錦標         | 55   | 貝羅域   | 11   | 18   | 17   | 1:09.7   | 瑞草祥龍           |
| 23/11/2014 | 香港          | 沙田   | 草1600 | GII  | 馬會一哩錦標       | 56   | 羅理雅   | 2    | 10   | 9    | 1:35.93  | 步步友             |
| 14/12/2014 | 香港          | 沙田   | 草1600 | GI   | 香港一哩錦標       | 55.5 | 羅理雅   | 11   | 10   | 8    | 1:34.47  | 步步友             |
| 22/2/2015  | 日本          | 京都   | 草1600 | OP   | 洛陽錦標           | 55   | 幸英明   | 11   | 16   | 12   | 1:34.4   | 天行赤駿           |
| 29/3/2014  | 日本          | 阪神   | 草1600 | OP   | 六甲錦標           | 55   | 國分恭介 | 17   | 17   | 10   | 1:36.0   | T M Taiho          |
| 11/4/2015  | 日本          | 阪神   | 草1400 | GII  | 阪神牝馬錦標       | 56   | 丸田恭介 | 2    | 17   | 11   | 1:22.0   | Cafe Brilliant     |
| 17/5/2015  | 日本          | 東京   | 草1600 | GI   | 維多利亞一哩賽     | 55   | 丸田恭介 | 10   | 18   | 9    | R1:32.9  | 真誠少女           |

## 退役後
退役後，哈娜目標成為了繁殖雌馬，於北海道浦河町Kanaishi Stud休養，在2016年進行配種。首匹子嗣Mimosa Goal在2017年出生，可於2019年出賽。
2024年1月6日，其於牧場內死亡，享年15歲。

### 詳細繁殖資料
| 數目   | 馬名            | 出生年 | 性別 | 父系           | 練馬師                                                         | 馬主                                 | 戰績                        |
| ------ | --------------- | ------ | ---- | -------------- | -------------------------------------------------------------- | ------------------------------------ | --------------------------- |
| 第一匹 | Mimosa Goal     | 2017   | 雌   | 統治地位       | 美浦・加藤士津八                                               | Kyoto Hore Racing Co Ltd             | 10戰2冠1亞0季（退役・繁殖） |
| 第二匹 | Takaichi Ichiro | 2018   | 雄   | 大鳴大放       | 美浦・加藤士津八 →水澤・村上昌幸 →美浦・天間昭一 →門別・米川昇 | Kyoto Hore Racing Co Ltd →高橋一郎   | 27戰3冠3亞3季（退役・種馬） |
| 第三匹 | Ocea Bright     | 2019   | 雄   | 大鳴大放       | 美浦・菊川正達                                                 | XIAO Japan Co Ltd                    | 2戰0冠0亞0季（退役）        |
|        | （未配種）      |        |      |                |                                                                |                                      |                             |
| 第四匹 | Richard Win     | 2021   | 雌   | New Year's Day | 美浦・菊川正達 →名古屋・井上哲 →川崎・高月賢一                 | XIAO Japan Co Ltd →廣瀨將嗣 →JPN技研 | 9戰2冠3亞0季（現役）        |
| 第五匹 | Shige Adelante  | 2022   | 雌   | 龍王           | 美浦・菊川正達                                                 | XIAO Japan Co Ltd                    | （出賽前）                  |
| 第六匹 | 哈娜目標2023    | 2023   | 雄   | 閃亮加州       |                                                                |                                      | （出賽前）                  |
|        | （受胎失敗）    | 2024   |      | 統治地位       |                                                                |                                      |                             |

## 血統簡介
父系我情可待為日本賽駒，生涯戰績不俗，曾勝出高松宮紀念。祖父週日寧靜是美國三冠賽雙冠馬，退役後在日本配種，在日本馬壇相當成功，贏得多項分級賽事，其子嗣贏得巨額獎金。連續12年成為日本冠軍種馬。
母系Shanghai Jell為日本賽駒，生涯僅得一勝。外祖父Shanghai為美國生產的法國賽駒，生涯戰績優秀，曾勝出一級賽法國二千堅尼，亦於伊斯巴翰錦標及莊柏德大賽中取得季軍。

### 血統表
| 父線：週日寧靜系（Halo系）            |                            |                |                  |
| 種馬 我情可待 2000年（栗色）          | 週日寧靜 1986年（棕色）    | Halo           | Hail to Reason   |
| 種馬 我情可待 2000年（栗色）          | 週日寧靜 1986年（棕色）    | Halo           | Cosmah           |
| 種馬 我情可待 2000年（栗色）          | 週日寧靜 1986年（棕色）    | Wishing Well   | {{{ffmf}}}       |
| 種馬 我情可待 2000年（栗色）          | 週日寧靜 1986年（棕色）    | Wishing Well   | Mountain Flower  |
| 種馬 我情可待 2000年（栗色）          | Curly Angel 1990年（栗色） | Jude Angelucci | Honest Pleasure  |
| 種馬 我情可待 2000年（栗色）          | Curly Angel 1990年（栗色） | Jude Angelucci | Victoria Queen   |
| 種馬 我情可待 2000年（栗色）          | Curly Angel 1990年（栗色） | Dyna Carle     | 北方風味         |
| 種馬 我情可待 2000年（栗色）          | Curly Angel 1990年（栗色） | Dyna Carle     | Shadai Feather   |
| 繁殖雌馬 Shanghai Jell 1988年（栗色） | Shanghai 1989年（棗色）    | Procida        | 淘金者           |
| 繁殖雌馬 Shanghai Jell 1988年（栗色） | Shanghai 1989年（棗色）    | Procida        | With Distinction |
| 繁殖雌馬 Shanghai Jell 1988年（栗色） | Shanghai 1989年（棗色）    | Korveya        | 河人             |
| 繁殖雌馬 Shanghai Jell 1988年（栗色） | Shanghai 1989年（棗色）    | Korveya        | Konafa           |
| 繁殖雌馬 Shanghai Jell 1988年（栗色） | Royal Jelly 1989年（棗色） | Magesterial    | 北地舞人         |
| 繁殖雌馬 Shanghai Jell 1988年（栗色） | Royal Jelly 1989年（棗色） | Magesterial    | Courting Days    |
| 繁殖雌馬 Shanghai Jell 1988年（栗色） | Royal Jelly 1989年（棗色） | Quilting Bee   | Tom Rolefe       |
| 繁殖雌馬 Shanghai Jell 1988年（栗色） | Royal Jelly 1989年（棗色） | Quilting Bee   | First Feather    |
| 雌系：號族：5-g                       |                            |                |                  |
| 五代內近親交配：北地舞人 5×4          |                            |                |                  |

## 命名由來
名字中，Hana's（ハナズ）為馬主Michael Tabart冠名，出自其夫人的名字，香港採音譯翻譯為「哈娜」，Goal（ゴール）意思即是「目標」。

## 外部連結
- 哈娜目標 netkeiba.com
- 血統表 （页面存档备份，存于）